# مصطفى اللباد
مصطفى اللباد (1965-2019) باحث وكاتب مصري شغل منصب مدير مركز الشرق للدراسات الإقليمية والاستراتيجية بالقاهرة، وترأس تحرير مجلة شرق نامه المتخصصة في الشئون الإيرانية والتركية وآسيا الوسطى. وهو حاصل على درجة الدكتوراه في «الاقتصاد السياسي للشرق الأوسط» من جامعة هومبولدت في برلين بألمانيا عام 1994. والده هو الرسام الراحل محيي الدين اللباد المصمم الجرافيكي ورسام الكاريكاتير بمجلتي روز اليوسف وصباح الخير. وزوجته الصحفية اللبنانية زينب غصن أنجب منها ولدين. صدر له مؤلفين متخصصين بالشؤون الإيرانية والتركية. توفي مصطفى اللباد في 1 سبتمبر 2019 على إثر مرض السرطان الذي لازمه مدة 3 سنوات، قبل أن يفارق الحياة وقد ناهز الـ 54 عام.

## مؤلفاته
- كتاب «حدائق الأحزان - إيران وولاية الفقيه»، أصدرتها دار الشروق بالقاهرة عام 2006.
- كتاب «تركيا بين تحديات الداخل ورهانات الخارج»، ألّفه بالاشتراك مع آخرون، وصدر عام 2009.[8][9]